# Cerimònia d'obertura dels Jocs Olímpics d'estiu de 2024
La cerimònia d'obertura dels Jocs Olímpics d'estiu de 2024, batejada com «El Sena Olímpic», va tenir lloc el vespre del 26 de juliol de 2024 al riu Sena, a París, amb les cerimònies protocol·làries al peu de la torre Eiffel i als jardins del Trocadéro.
Aquesta cerimònia d'inauguració dels Jocs Olímpics d'estiu de 2024 destaca de les anteriors per desenvolupar-se a l'exterior d'un estadi, la primera a la història dels Jocs Olímpics, amb l'espectacle localitzat principalment a la vora del Sena. L'espectacle s'estructurava en dotze quadres temàtics que presentaven el saber fer i els èxits culturals de França (art, moda, cinema, dansa, música) i alguns episodis de la seva història.
A França, la cerimònia, retransmesa a France 2, va reunir 23,24 milions d'espectadors (83,1% quota de mercat). Es tracta d'un rècord d'audiència per al canal de servei públic i la segona millor audiència de la història de la televisió francesa, després de la final de la Copa Mundial de la FIFA 2022.
Aquest marc d'execució únic va permetre un nombre excepcional d'espectadors per a una cerimònia d'obertura, que va estar acompanyada d'una pluja torrencial. L'espectacle va comptar amb la presència de nombroses llegendes de l'esport i les actuacions de celebritats internacionals de la indústria musical, com Lady Gaga i Céline Dion.

## Preparatius
Tot i que durant la fase de candidatura, l'Estadi de França era l'indret previst d'una manera força clàssica per celebrar-hi les cerimònies, el 13 de desembre de 2021, el comitè organitzador de París 2024, va anunciar que l'obertura dels Jocs Olímpics de París seria el 26 de juliol en forma de desfilada de vaixells pel Sena. El lema de París és Fluctuat nec mergitur ("Agitada per les onades, però no s'enfonsa"), que evoca la idea de vitalitat, força, perpetuïtat d'aquesta ciutat.

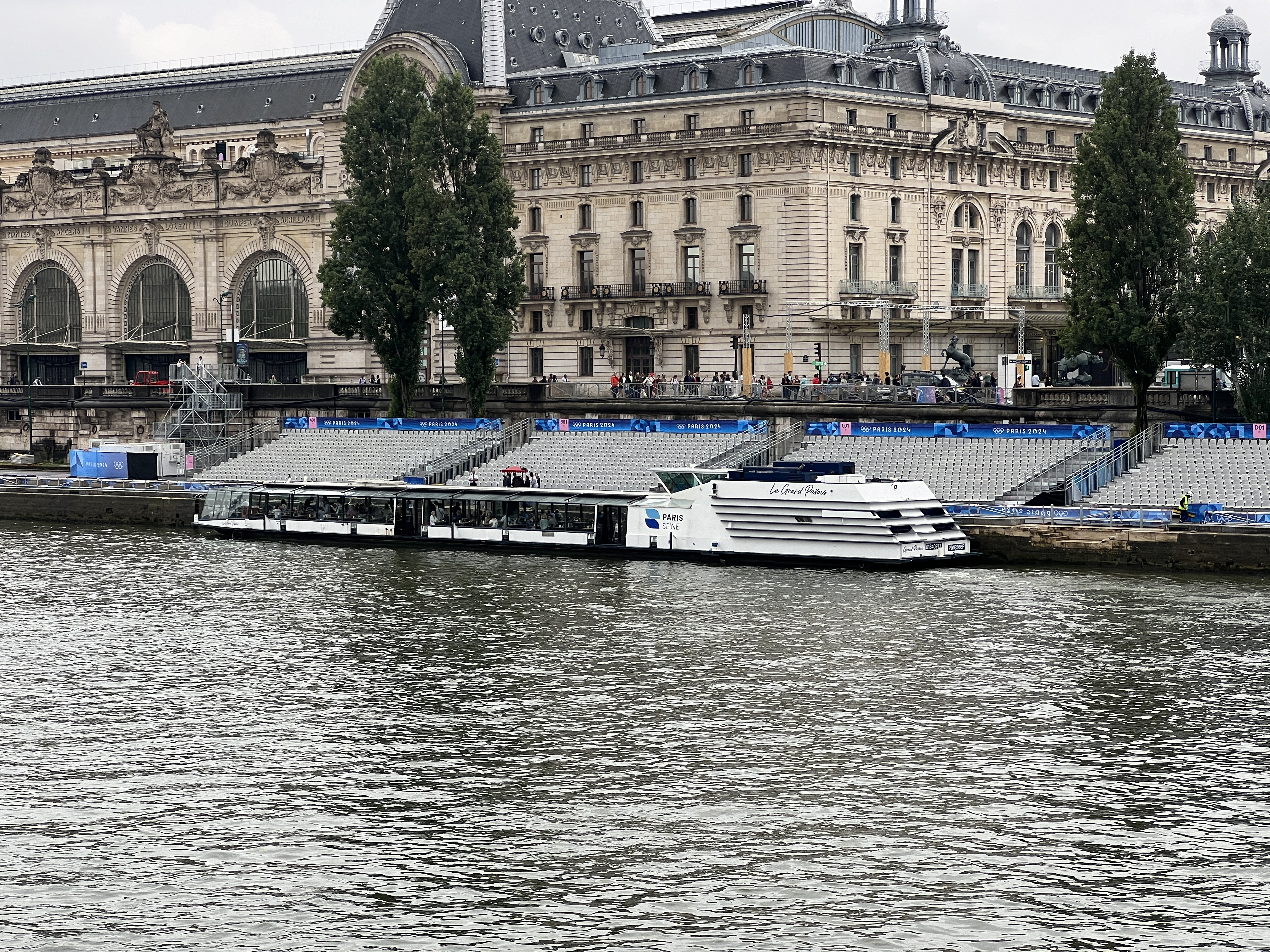
Grades instal·lades davant del Museu d'Orsay.

El setembre de 2022, el comitè organitzador va nomenar el director teatral Thomas Jolly com a director artístic de les quatre cerimònies (obertura i clausura dels Jocs Olímpics i dels Jocs Paralímpics). El seu equip el formen l'historiador Patrick Boucheron, la guionista Fanny Herrero, el dramaturg Damien Gabriac i l'escriptora Leïla Slimani. Aquest treball de construcció inclou les localitzacions de vaixells i de tallers d'escriptura conjunta. Thomas Jolly justifica aquest càsting per la necessitat de trobar talents "complementaris". Patrick Boucheron cita com a inspiració la desfilada de Jean-Paul Goude durant el bicentenari de la Revolució i admet haver imaginat el «contrari d'una història viril, heroica i providencial».
El matí del 17 de juliol de 2023 s'organitza un assaig amb una quarantena d'embarcacions (en comparació dels 170 vaixells previstos per al 2024, entre elles 91 per a esportistes, complementades per una reserva de 25 més) entre els ponts d'Austerlitz i Jena. S'organitzà una segona passada amb una prova remolcant un vaixell avariat. El trànsit fluvial es distribueix en tres carrils: un per a les comitives d'esportistes, un per als mitjans de comunicació i un per a l'assistència i seguretat.
El 8 de maig 2024, amb motiu de l'arribada de la flama olímpica a Marsella, Victor Le Masne va ser seleccionat com a director musical de les cerimònies i compositor del tema musical oficial dels Jocs. El 24 de juny, Daphné Bürki va ser nomenada directora d'estilisme i vestuari de les quatre cerimònies de París 2024. Al costat de Thomas Jolly, Maud Le Pladec és la coreògrafa i directora de dansa de les diferents cerimònies, inclosa la inauguració, per dirigir els aproximadament 3.500 ballarins que van actuar als molls, ponts i marges de París, amb l'ambició d'«integrar totes les cultures de la dansa».
A partir del 20 de juliol, alguns dels vaixells de la desfilada s'amarren entre el pont Nelson Mandela a Ivry-sur-Seine i el pont Charles-de-Gaulle, al districte 13 de París. La navegació s'interromp en aquesta part del Sena fins al 27 de juliol a les 11 h. Els vols sobre la ciutat, així com l'enlairament i l'aterratge d'avions a la conca de París, i en una zona 150 km al seu voltant, restà prohibit durant tota la cerimònia.

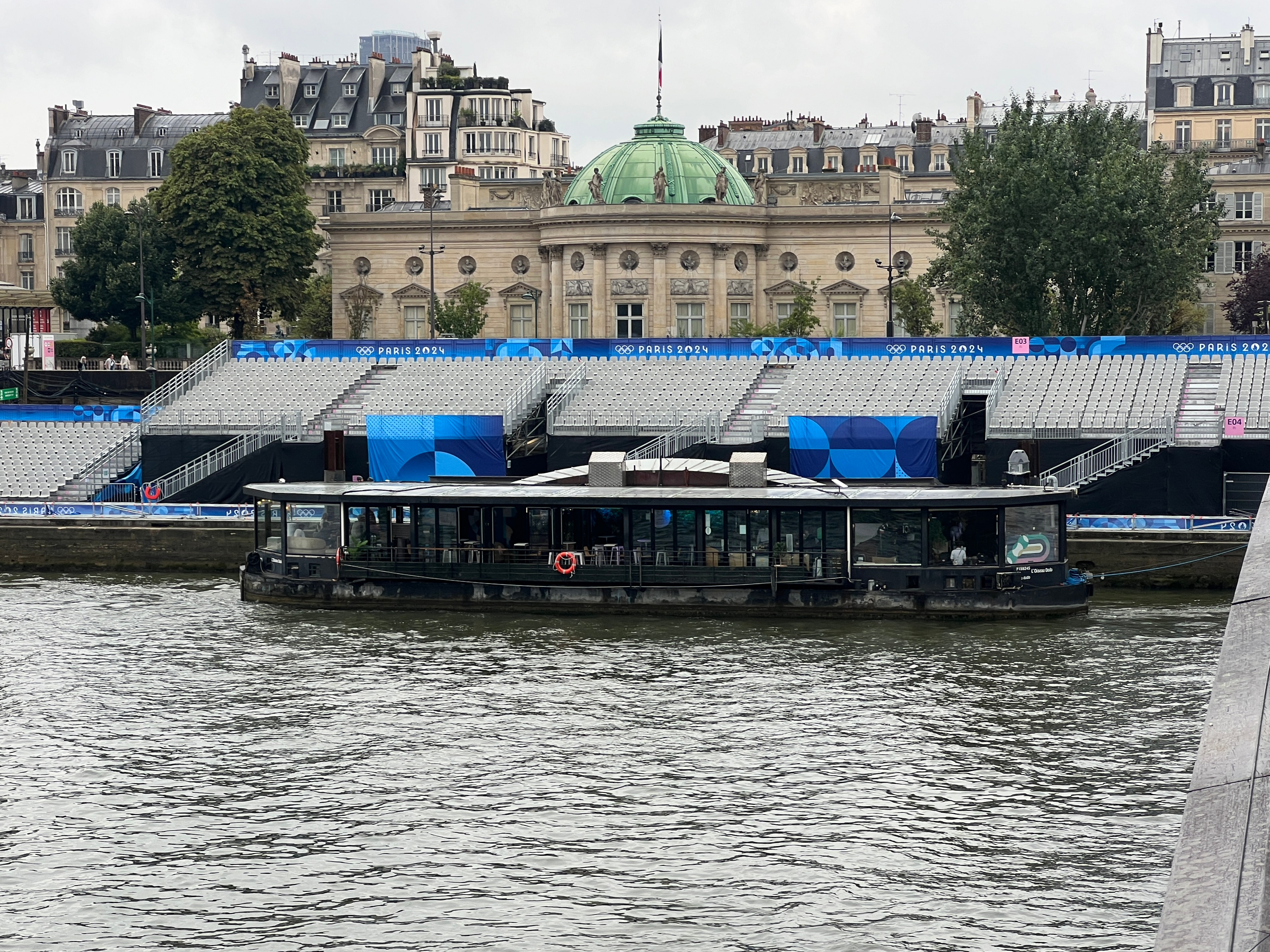
Grades d'espectadors davant del museu de la Legió d'Honor.

L'endemà de la cerimònia, Thomas Jolly va declarar al diari Le Monde que l'objectiu de la seva posada en escena era destacar «idees republicanes, inclusió, bonhomia, generositat i solidaritat». Així, el director va afirmar que la cerimònia que havia organitzat també tenia una dimensió política. Patrick Boucheron, quei rebutja l'etiqueta d'«assessor històric», preferint la d'«autor», també assumeix que “[se'n va apartar] dels tòpics i [han] mirat com es treballava" i assegura que no «esborrem res de la nostra història. Al contrari, hem augmentat, hem afegit».
El Servei Olímpic de Radio-televisió (OBS) desplegà més d'un centenar de sistemes de càmeres, així com vuit drons, tres helicòpters i quatre vaixells estabilitzats i equipats a mida.

## La cerimònia

### Recorregut
La desfilada de les delegacions durant la cerimònia d'inauguració va tenir lloc en barcasses que baixen pel Sena cap als jardins del Trocadéro. Prop de 10.500 atletes representant 206 delegacions internacionals es van embarcar en 160 vaixells.

El recorregut de sis quilòmetres va ser escollit per la seva riquesa arquitectònica il·lustrada per nombrosos monuments parisencs. La cerimònia va començar a les 19h 30 (hora local) al pont d'Austerlitz, on es realitzava l'embarcament.
El recorregut va passar per més de vuit ponts i passarel·les, inclòs el pont Alexandre III, abans d'arribar al Pont de Jena, davant la Torre Eiffel. El recorregut de la cerimònia va transcórrer entre l'Île de la Cité i l'Île Saint-Louis, permetent una visió impressionant de diferents punts emblemàtics de la capital. La ruta destaca pels nombrosos monuments a la vora del Sena.

Monuments que s'observen durant el recorregut pel Sena des del punt de partida
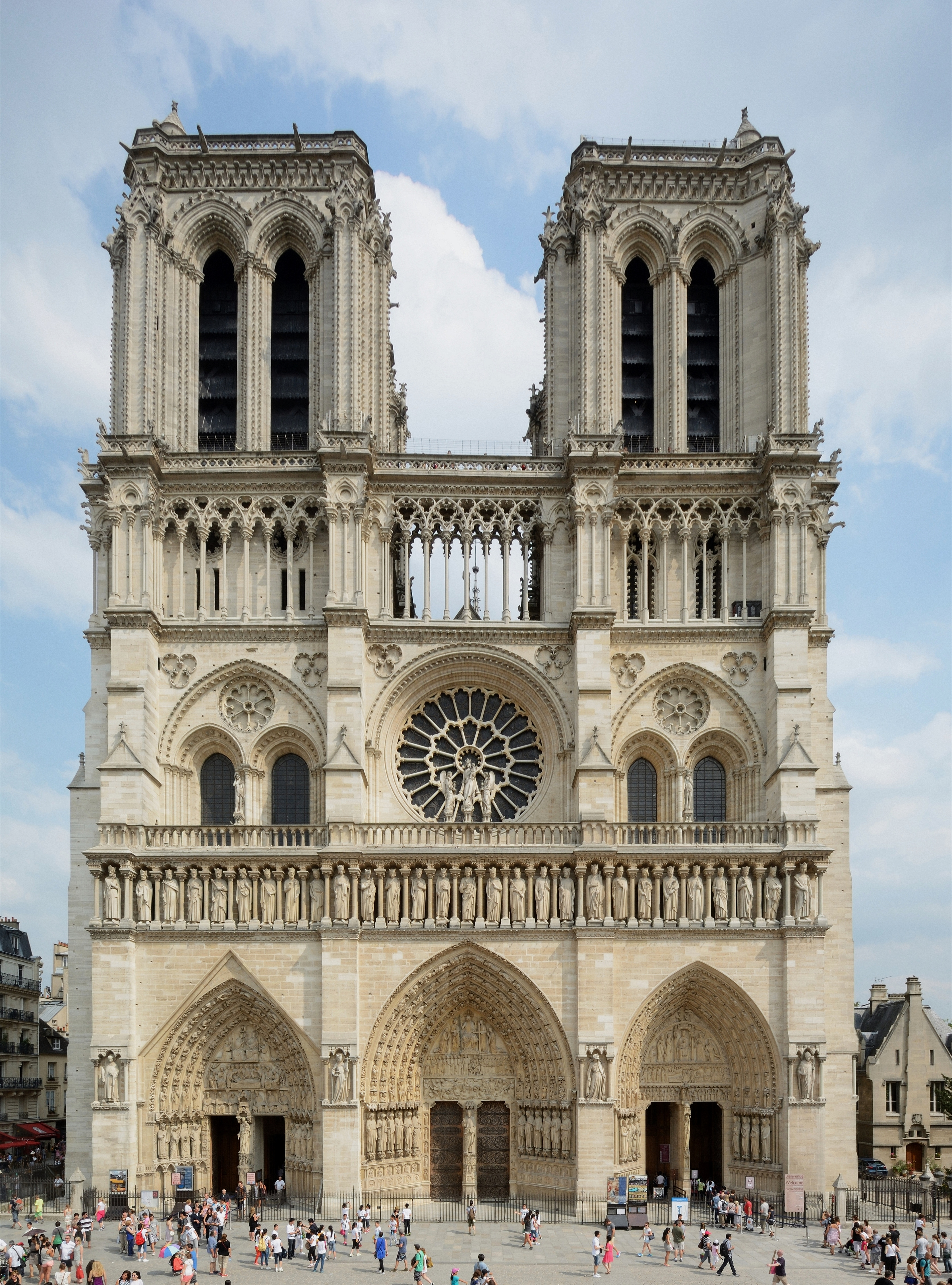
Catedral de Notre-Dame de París, 1,8 km.
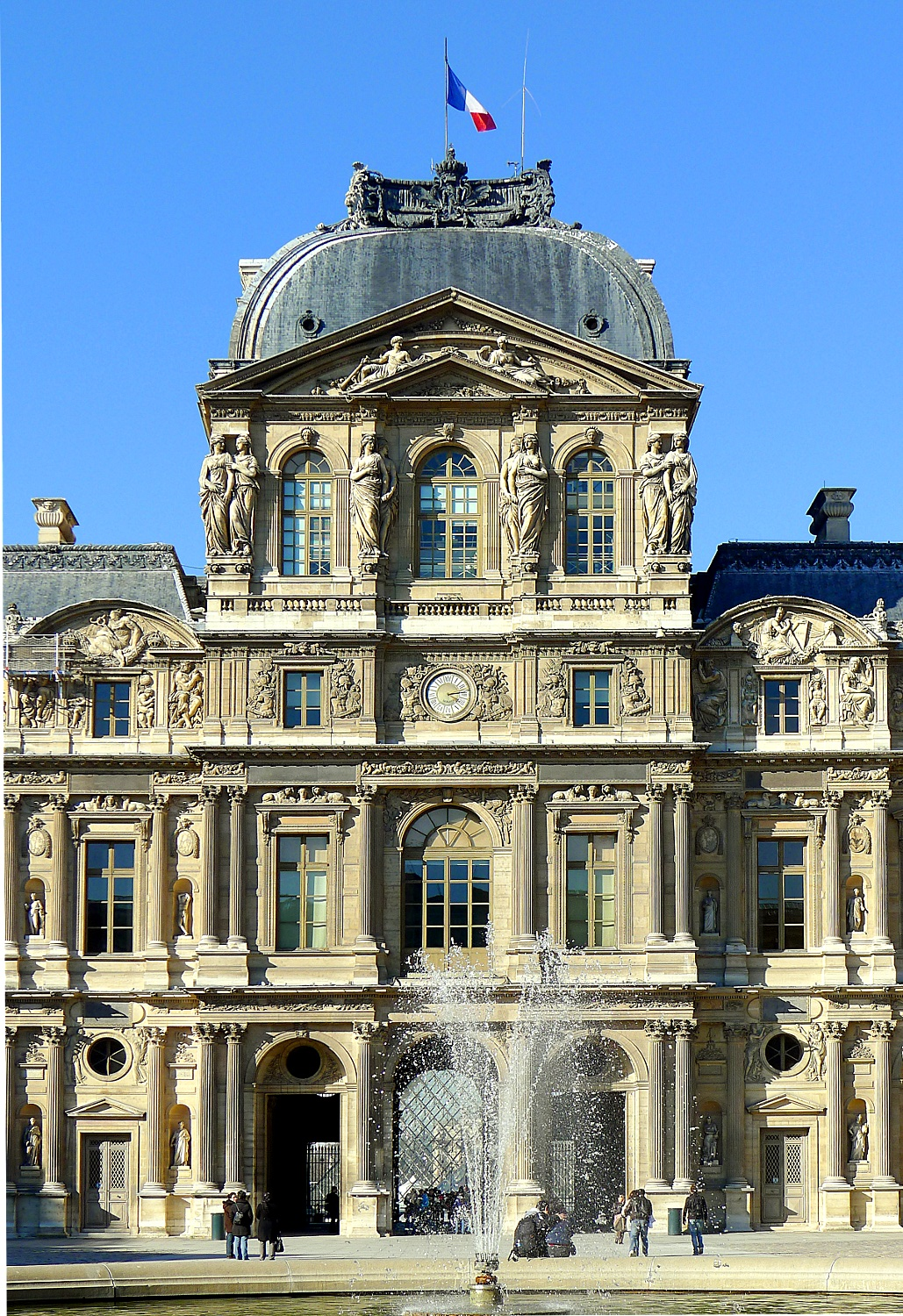
Palau del Louvre, 3,1 km.
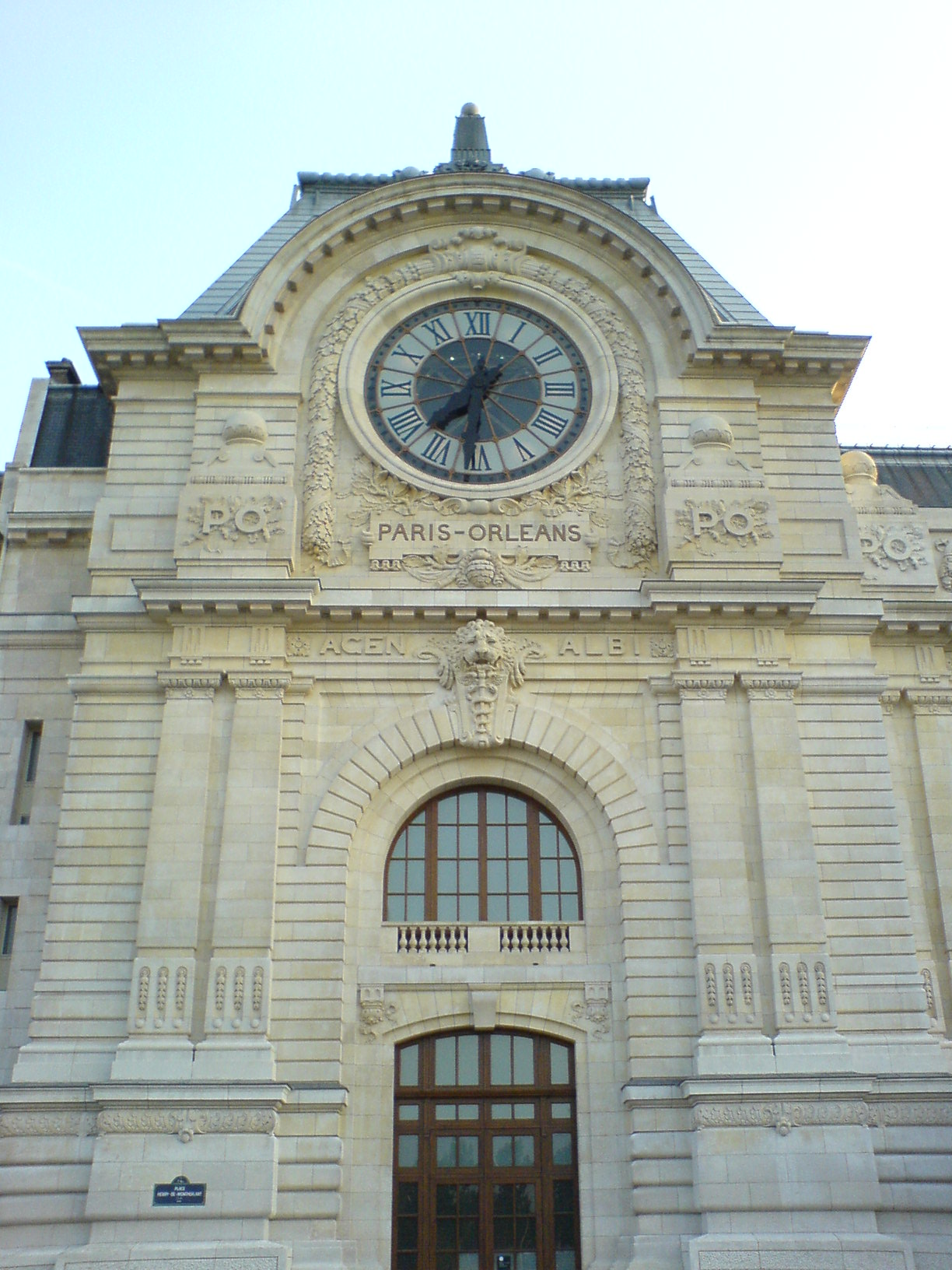
Museu d'Orsay, 3,7 km.
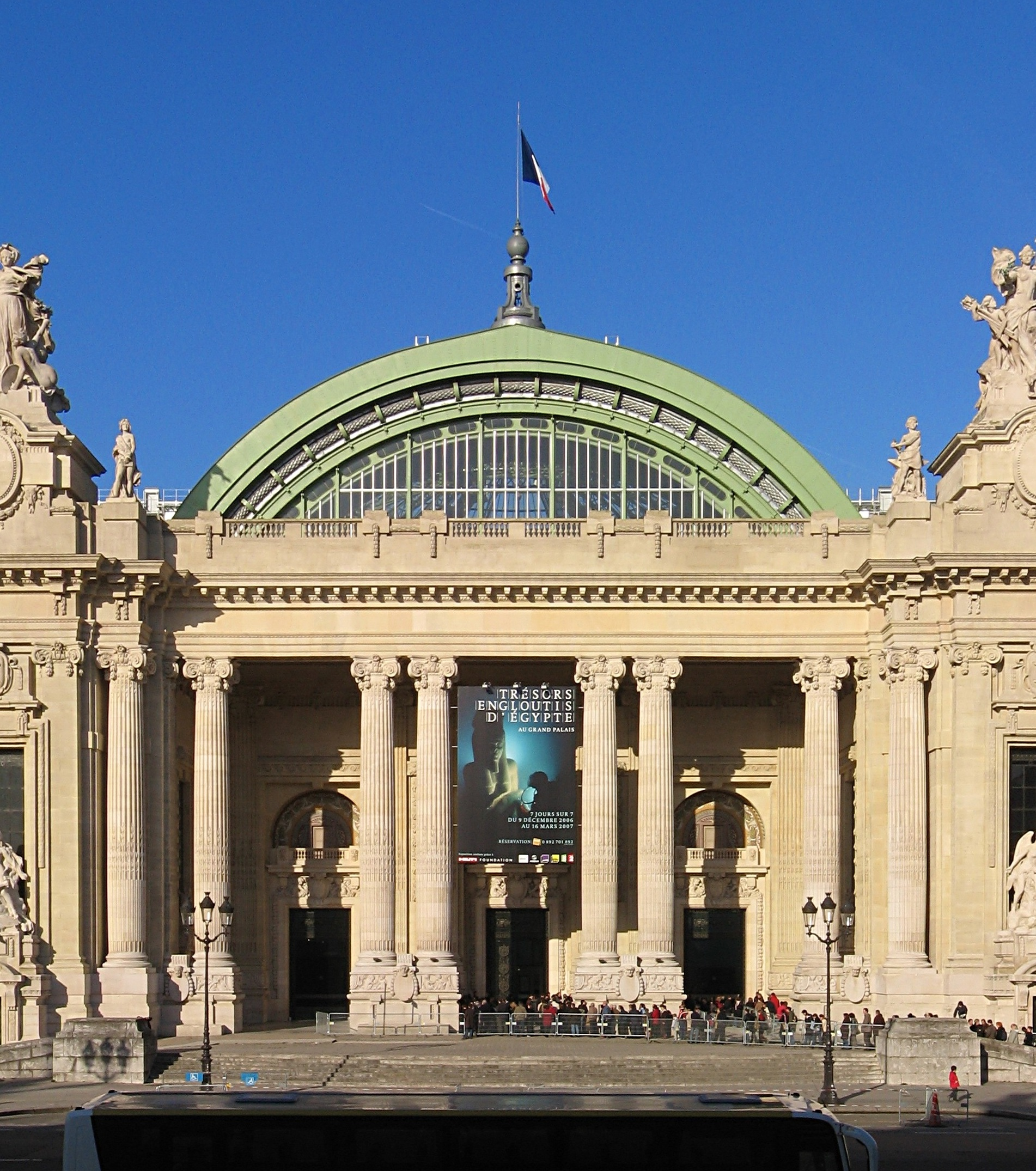
Gran Palais, 4,9 km.
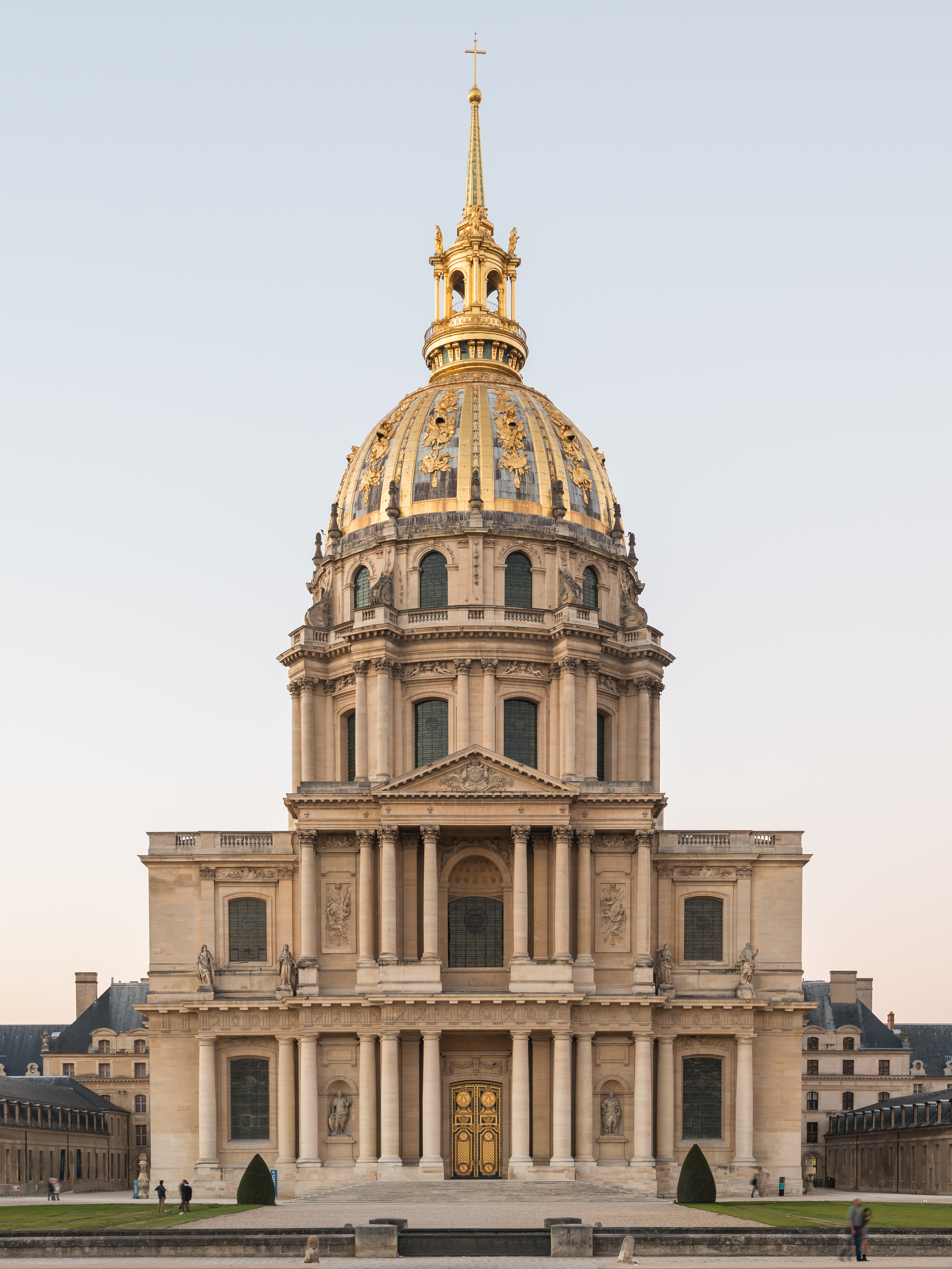
Els Invàlids, 5 km.
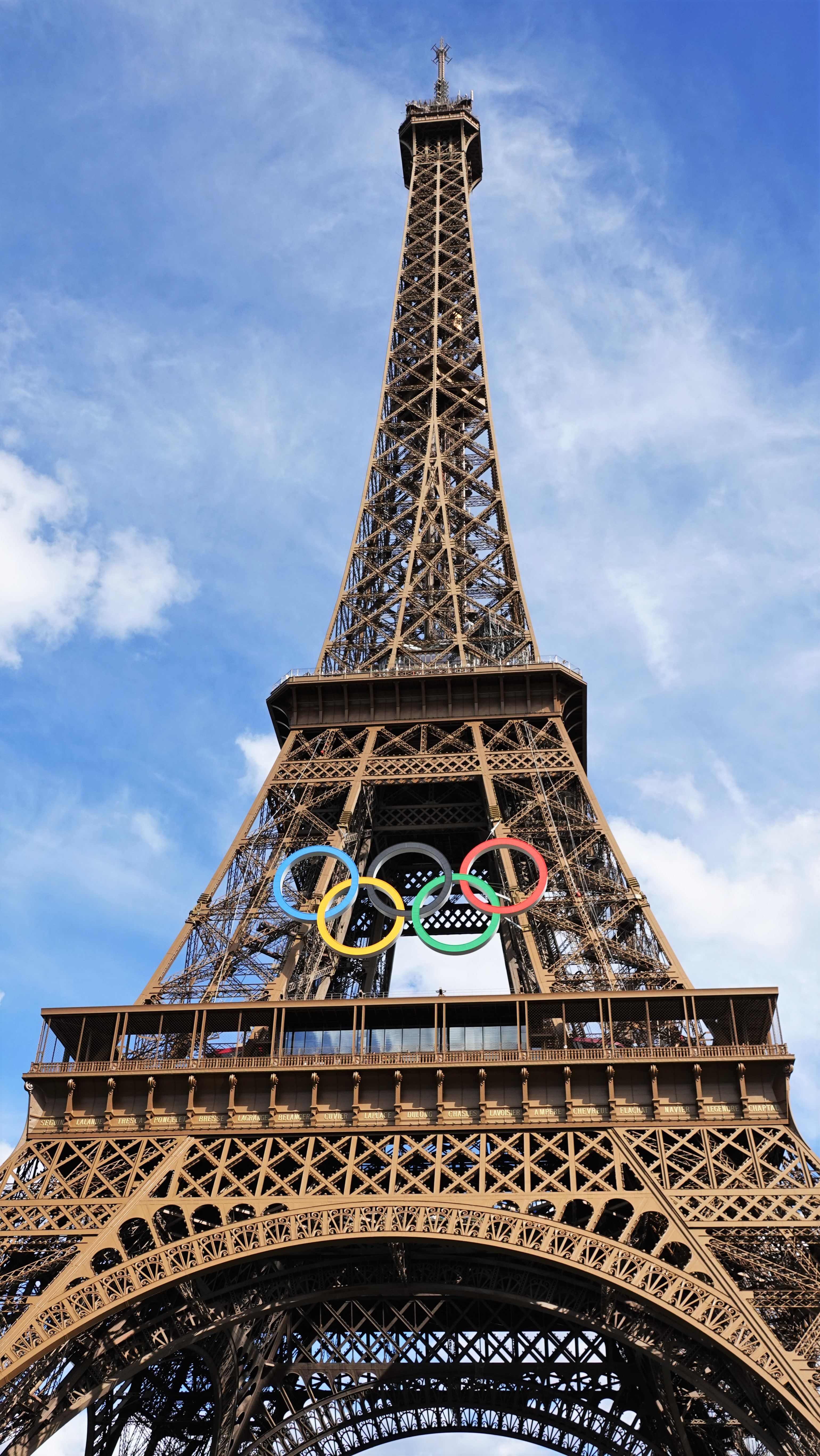
Torre Eiffel, 6 km.

Precedit per un concert de cançons a càrrec de Slimane i Lara Fabian, amb el suport d'una orquestra simfònica davant la Basílica de Saint-Denis, el programa de la cerimònia d'obertura dels Jocs va estar dividit en onze capítols temàtics:
| N°. | Títol                            | Horaris (CEST : UTC+02:00) |
| --- | -------------------------------- | -------------------------- |
| 1   | Introducció                      | 19:30–19:45                |
| 2   | Encantat                         | 19:45–20:00                |
| 3   | Sincronització                   | 20:10-20:20                |
| 4   | Llibertat, igualtat, fraternitat | 20:20–21:00                |
| 5   | Sororitat                        | 21:00–21:05                |
| 6   | Esportivitat                     | 21:05–21:25                |
| 7   | Festivitat                       | 21:25–22:15                |
| 8   | Obscuritat                       | 22:15–22:20                |
| 9   | Solidaritat                      | 22:20–22:35                |
| 10  | Solemnitat                       | 22:35–23:05                |
| 11  | Eternitat (conclusió)            | 23:05–23:30                |

#### Introducció
La cerimònia començava després d'una seqüència d'humor introductòria, pre-enregistrada, amb l'humorista Jamel Debbouze portant amb orgull la torxa olímpica a un Stade de France que descobreix desert, i sota els seus ulls astorats exclama "Zizou-Crist!", quan apareix davant seu l'exfutbolista i entrenador Zinédine Zidane, qui pren la torxa de les seves mans. El campió del món de futbol s'endinsa en les entranyes de París a bord d'un tren del metro parisenc, que s'avaria abans de sortir de l'estació. Passa la torxa per una finestra del vagó a un trio de nens, representant les tres vegades que París ha acollit els Jocs, que després travessen part de les catacumbes i el llac subterrani sota l'òpera Garnier. Aleshores arriben a la part coberta del canal de Saint-Martin, on les rates i el cocodril Eleanore s'arrosseguen, i descobreixen un personatge encaputxat i emmascarat que els convida a pujar a un barca per dur-los a l'exterior.
Aquest rellevista emmascarat amb una gasa blanca, que apareix en diverses escenes, al Sena i als terrats de París, serveix de fil conductor durant tota la cerimònia que va tenir lloc íntegrament sota la pluja. El personatge misteriós, que representa un «superheroi francès» segons Daphné Bürki, ret homenatge a diferents personatges emmascarats de la cultura francesa, com el fantasma de l'òpera, Belfegor, l'home de la màscara de ferro, Fantômas, Arsène Lupin, Fantômette, però també la sèrie de videojocs Assassin's Creed. La seva agilitat i la seva forma acrobàtica de moure's evoca el parkour. L'emmascarat va ser interpretat per dotze actors diferents, entre ells Simon Nogueira, especialista en parkour.
La cercavila de delegacions començà a 19h.30. Els atletes de les delegacions de tots els països competidors, equipats amb les seves banderes nacionals, van ocupar el seu lloc als Bateaux-Mouches, barcasses i altres embarcacions de diferents mides que van succeir-se pel Sena. Les 85 embarcacions, de capacitat variable, transportaven una o diverses delegacions esportives, segons la mida de cadascuna. Els esportistes van saludar al públic amb entusiasme, malgrat la pluja de la qual molts es protegeixen amb ajuda d'impermeables transparents.

#### Encantat
Al llarg de tot el pont d'Austerlitz, es va crear una immensa boira tricolor formada per vapor d'aigua, amb els colors de la bandera de França, que va sobrevolar el Sena durant un temps. La següent seqüència va mostrar les delegacions començant a navegar pel Sena. Van desfilar per ordre alfabètic, en francès, encapçalats per Grècia, com és tradició homenatjant els antics Jocs Olímpics, i del contingent de l'Equip Olímpic de Refugiats. L'últim vaixell d'aquesta tongada va ser el de Bahrein.
Mentre l'acordionista Félicien Brut, enfilat al pont d'Austerlitz, toca unes quantes notes, el primer capítol dona lloc a la riba esquerra del Sena a una actuació en una escala daurada de Lady Gaga, que vestia un bustier de ras negre i mitges. després de deixar caure el seu bolero de plomes negres (tot de Dior) i acompanyat de ballarins vestits amb un vestit de nit clàssic personalitzat per la casa Dior, agitant grans ventalls (recuperats dels complements de l'antic cabaret Lido) formats per plomes roses que sovint representaren un cor gegant, de Mon truc en plumes, títol famós de la vedet Zizi Jeanmaire, homenatjant així el món del cabaret i el music hall parisenc. No obstant això, aquest passatge no es va poder interpretar en directe per l'arribada de la pluja i la televisió va emetre una actuació de la cantant gravada a primera hora del dia, durant els assajos.
La desfilada es reprèn des de la delegació de Bangla Desh, i continua fins a la Xina. Uns quadres gegants, detalls de la pintura clàssica francesa, emergeixen parcialment a la vora del riu parisenc; mentre un cos de ballarins vestits de rosa van retre un nou homenatge al cabaret.

#### Sincronització
Aquest capítol comença amb 420 ballarins en un homenatge als artistes especialistes i artesans en general que treballen en la reconstrucció de la catedral de Notre-Dame de París i la seva agulla restaurada després de l'incendi de 2019, i a que se celebra a l'Île de la Cité.
A aquesta seqüència a la "gent de París", participa Guillaume Diop, ballarí estrella solista des del terrat de l'Hôtel de Ville, amb música de Victor Le Masne, dins d'un gran «coreografia sincronitzada», amb 500 ballarins més actuant al pont de Notre-Dame i als molls dels voltants, i els campions olímpics Martin Fourcade i Michael Phelps.
Una seqüència filmada posa en relleu la fabricació de les medalles olímpiques -totes elles contenen una peça de la Torre Eiffel- i els tres metalls, fetes a la Casa de la Moneda de París. Per acabar, el personatge de Quasimodo es veu a l'agulla restaurada de la catedral de Notre-Dame, envoltat de gàrgoles.

#### Llibertat
Aquesta escena comença amb un descens del portador de la flama pel terrat del teatre Châtelet, on es fa un assaig del musical Les Misérables. Els personatges reprodueixen una barricada en una evocació del quadre La llibertat guiant el poble, de Delacroix.
A continuació, es ret homenatge a la Revolució Francesa, amb una referència a la decapitació de Maria Antonieta que apareix com a cefalòfor a una finestra de la Conciergerie, sostenint el seu cap ensangonat a les mans i cantant Ah ! ça ira, acompanyada dels músics del grup de death metal Gojira, tocant enfilats en petites plataformes col·locades davant les finestres del mateix edifici. La cantant Marina Viotti, mentre navega en un vaixell amb la forma del present a l'escut de París, canta la famosa peça L'amour est un oiseau rebel, una havanera de l'òpera Carmen de Bizet. Aquesta és la primera vegada que una banda de heavy metal actuava com a part d'una cerimònia dels Jocs Olímpics.
La següent escena mostra uns ballarins a la Biblioteca Nacional de França, dins del lloc històric de Richelieu, amb títols clàssics i contemporanis de la literatura francesa: per ordre d'aparició, Romances sans paroles de Paul Verlaine, On ne badine pas avec l'amour d'Alfred de Musset, Bel-Ami de Guy de Maupassant, Passion simple d'Annie Ernaux, Sexe et mensonges de Leïla Slimani, Le Diable au corps de Raymond Radiguet, Les relacions perilloses de Choderlos de Laclos, Les Amants Magnifiques de Molière i Le Triomphe de l'amour de Marivaux. La peça va ser un clam en favor de la diversitat sexoafectiva.
El funambulista Nathan Paulin afegeix una seqüència acrobàtica a l'aire lliure i la Patrulla de França acaba la seqüència dibuixant un immens cor rosa sobre la Ciutat de les Llums.

#### Igualtat
L'orquestra de la Guàrdia Republicana interpretà instrumentalment For me formidable, composta i cantada originàriament per Charles Aznavour, al Pont des Arts, davant de l'Institut de França inclosa l'Acadèmia Francesa, per obrir el quart capítol, Egalité.
La cantant pop afrozouk Aya Nakamura, que es va tenyir els cabells de rossa per a l'ocasió, va fer la seva actuació sobre una catifa daurada i humida disposada al Pont des Arts. Un grup de ballarines l'envoltaven mentre interpretava en playback un extracte del seu èxit Pookie. Després, va interpretar un mashup seu entre For me formidable i el seu propi èxit Djadja, acompanyada pel cor de l'exèrcit francès.

#### Fraternitat
Aquesta secció comença amb la Dansa macabra de Camille Saint-Saëns, i una referència al robatori de la Mona Lisa del Louvre l'any 1911. Es reprèn la desfilada amb les delegacions de Xipre a Gabon. Des de la passarel·la Léopold-Sédar-Senghor, el pianista Alexandre Kantorow interpretà Jeux d'eau de Maurice Ravel, sota una pluja torrencial que va mullar el piano i el pianista. El pas de les nacions continua de Gàmbia a Jamaica.
La cerimònia va continuar amb unes imatges del Museu d'Orsay, en representació de la diversitat de l'art del segle xix, acompanyat d'un homenatge a les ciències de la imatge, amb els germans Lumièrei la primera filmació de la història (L'Arrivée d'un train en gare de La Ciotat, 1895), i Georges Méliès. La seqüència passa llavors sota l'aigua, protagonitzada pels Minions, una producció del cinema d'animació francès, escenificada en un submarí del qual s'escapa la Mona Lisa, prèviament robada al Louvre, o que finalment emergeix a la superfície del Sena.
En el rol de Mariane, estoica com un mascaró de proa situat al terrat del Grand Palais, la mezzosoprano Axelle Saint-Cirel, vestida amb un llarg vestit blanc sense tirants fet per Dior i subjectant amb la mà dreta el pal inclinat d'una gran bandera francesa, interpretant solemnement el primer i el sisè versos de La Marsellesa.

#### Sororitat
La següent seqüència, Sororité, presenta deu dones franceses notables, pioneres en els seus respectius camps, materialitzades en estàtues daurades de cos sencer, que van emergir de pilars col·locats al llarg de la riba del Sena: Olympe de Gouges, Alice Milliat, Gisèle Halimi, Paulette Nardal, Jeanne Barret, Christine de Pizan, Louise Michel, Alice Guy, Simone Veil i Simone de Beauvoir. Aquestes estàtues restaran com a homenatge permanent.
Aquesta seqüència acaba amb el final de la interpretació de La Marsellesa, iniciada durant el quadre anterior, ara acompanyada d'un cor. La Patrulla de França sobrevolà París i desplegà les seves bombes de fum en colors blau, blanc i vermell; aquest efecte no es va veure a l'emissió televisiva.

#### Esportivitat
El nou capítol, Sportivité, comença amb la represa de la desfilada de les delegacions pel Sena, amb el pas del Japó. La seqüència continua sobre cinc plataformes disposades al mig del Sena entre la Concòrdia i el Pont de Jena, reprenent els motius dels jardins francesos del parc del castell de Versalles i els del Loira. Destaca els esports urbans presents als Jocs Olímpics: BMX freestyle, skateboard i breaking. A causa de la pluja que fa que les andanes siguin relliscoses, les actuacions artístiques van ser més reduïdes del previst. Matthias Dandois va ser un dels artistes presents a la part de BMX.
Després de dibuixar uns quants passos acrobàtics com a homenatge al breakdance, que debuta als Jocs, el contratenor polonès Jakub Józef Orliński, disfressat de Pierrot, interpreta una ària barroca, Viens, Hymen, de Jean-Philippe Rameau. Mentrestant, la seqüència d'embarcacions amb els esportistes olímpics va reprendre-se, fins a arribar a Noruega. El raper «tonton» Rim'K vestint una jaqueta vermella amb quadres negres, actuant amb ulleres de sol. Mentre queia la nit marcada per la pluja, va cantar King, entre el Pont des Invalides i el d'Alma.

#### Festivitat

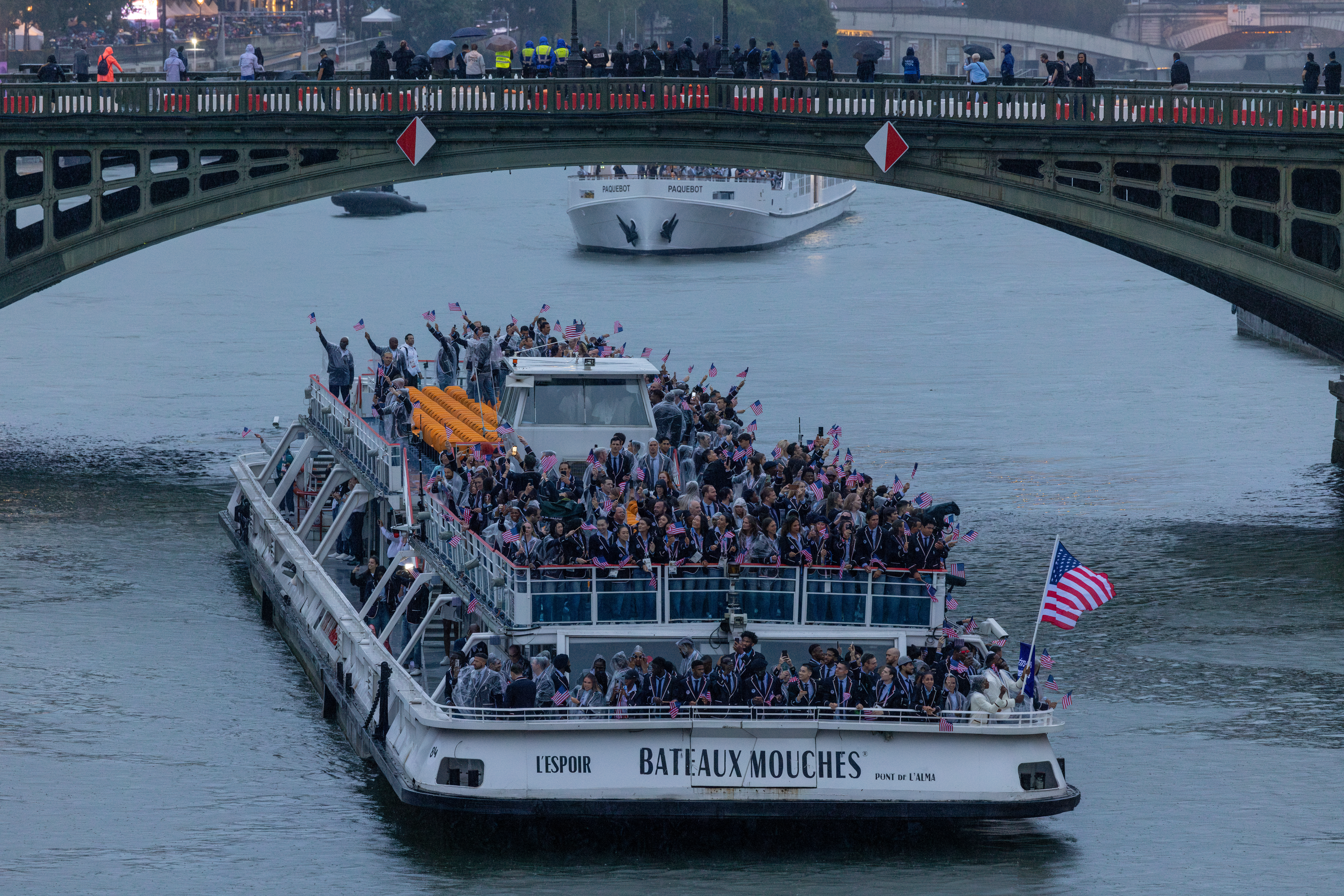
La delegació dels Estats Units.

El quadre següent va començar amb un homenatge a la moda francesa, que pren la forma d'una desfilada de creacions parisenques i provincials, sobre la catifa vermella de la passarel·la Debilly. Mentrestant, les delegacions continuen el seu pas pel Sena, de Nova Zelanda a Zimbabwe. La desfilada conclou amb les delegacions d'Austràlia (país amfitrió dels Jocs Olímpics d'estiu de 2032 a Brisbane), dels Estats Units (país amfitrió dels Jocs Olímpics d'estiu de 2028 a Los Angeles). La delegació francesa tanca la dels vaixells al Sena, al so de Que je t'aime i Midnight City del grup de música electrònica M83.
A continuació, l'emmascarat portador de la torxa olímpica creua la passarel·la de Debilly, mentre un vídeo en directe connecta amb Tahití. Una càmera a bord d'un dron sobrevola la platja de Teahupo'o a primera hora del matí (a causa de la diferència horària) i dona la benvinguda als participants de la competició de surf.
Una seqüència d'homenatge a Europa s'introdueix amb unes notes de The Final Countdown del grup homònim, mesclat per Barbara Butch, mentre que la desfilada de drag queens, entre les quals destaquen Nicky Doll, Paloma i Piche, i de diversos ballarins, entre ells Germain Louvet, Electro Street, Giselle Palmer, el col·lectiu Mazelfreten i els del grup La Bourrée de París fent uns passos de la cobertura, un ball tradicional del Massís central, continuant a la catifa vermella. inundat des de la passarel·la de Debilly, així com en una barcassa equipada amb una pista de ball de LED, al ritme de Freed from Desire, Stereo Love i Sandstorm. Un espectacle de drons que gira al voltant de la Torre Eiffel forma les 12 estrelles de la bandera de la Unió Europea.
Sorgint de sota d'una campana gegant, apareix Philippe Katerine, gairebé nu, el seu cos pintat de blau-plata brillant i una barba pèl-roja. Va disfressat de Dionís, antic déu de la vinya -«una de les joies de França»- de la festa, la bogeria i el teatre, i pare de Sequana, deessa gal·la del Sena, per interpretar Nu, la seva oda a la pau, mig ajagut darrere d'un assortiment de formatges, sobre una safata de colors, fruites i flors, col·locades com a ofrena al centre d'una llarga taula de banquet que reunia diferents personatges acolorits com la DJ Barbara Butch amb el cap envoltat per una corona d'Helios, una icona santa o una estàtua de la Llibertat, entronitzada al davant de la seva consola de mescles, i una sèrie de drag queens, congelades una estona darrere seu. Alguns interpreten aquest quadre com una referència a L'Últim Sopar de Leonardo da Vinci, una representació pictòrica de la Santa Cena on Jesús s'envolta dels dotze apòstols. o bé El festí dels déus de Jan van Bijlert, on el coronat Apol·lo toca la lira al centre de la taula i Bacus està en primer pla.
La banda sonora de les vuit primeres escenes està puntejada amb grans clàssics de la cançó francesa i de la cultura pop, reordenats, incloent Initials B.B. de Serge Gainsbourg, Dreams are my reality de Vladimir Cosma i Richard Sanderson, cor slow extret de la banda sonora del primer film La Boum, Chacun fait (c'qui lui plaît) per Chagrin d'amour, Laissez-moi danser (Monday, Tuesday) per Dalida, Marcia Baïla i Andy de Rita Mitsouko, el French cancan per les ballarines del Moulin Rouge, la Gymnopédie No. 1 d'Erik Satie, Ça balance pas mal à Paris de Michel Berger, DJ de Diam's, Spacer per Sheila, L'Aziza de Balavoine, Chanson sur ma drôle de vie de Véronique Sanson, Lettre à France de Polnareff, Music Sounds Better with You de Stardust, Alexandrie Alexandra de Claude François, D.A.N.C.E. de Justice, Désenchantée de Mylène Farmer o Louxor, j'adore de Philippe Katerine.

#### Obscuritat
Al quadre Obscurité es va reproduir música més fosca i mostra ballarins movent-se amb més frenètica, a bord d'una barcassa. A mesura que el seu terra LED projecta un muntatge de diversos desastres climàtics, com ara sequera, inundacions i incendis forestals, els ballarins s'enfonsen lentament un a un.
En una continuïtat d'esperança, una seqüència musical poètica única apareix com en un somni: Juliette Armanet interpreta la cançó Imagine navegant sobre un rai amb forma d'escull esquitxat de llums suaus a terra, enmig del Sena que s'ha fet fosc, com un crit a la pau. Mentrestant, al seu costat, Sofiane Pamart l'acompanya tocant un piano en flames. Per televisió, es mostra en anglès i francès un missatge cridant a la unitat en favor de la pau.

#### Solidaritat
La següent secció de l'espectacle, Solidarité, representava una genet misteriosa vestida amb una armadura de plata brillant i coberta amb la bandera olímpica a mode de capa. Muntava sobre un cavall metàl·lic, galopant durant molt de temps sobre el riu parisenc, sense gairebé il·luminació, sobre el qual es reflecteixen les llums de la ciutat. El genet emmascarat és interpretat per Morgane Suquart, cofundadora de MM Process, l'empresa que va dissenyar el «trimarà motoritzat» que porta el cavall mecànic creat pel taller de disseny Atelier Blam. És una referència a Joana d'Arc, i també a l'encarnació de Sequana, deessa del Sena i símbol de la resistència, segons el director artístic de la cerimònia Thomas Jolly. Una al·lusió a Pierre de Coubertin, a la recreació dels Jocs Olímpics decidits a la Sorbona el 1892 i a la història dels Jocs es fa al mateix temps, per la difusió de nombroses imatges d'arxiu de les diferents edicions olímpiques internacionals. La genet, doncs, propaga l'esperit dels Jocs a tota la ciutat.
Simultàniament, un exèrcit de voluntaris, portant les banderes dels 205 Comitès Olímpics Nacionals (CON), ocupa el seu lloc sota la Torre Eiffel per seguir el genet metàl·lic que reapareix muntat en un cavall blanc autèntic, caminant al pas, envoltat de dos guàrdies republicans també a cavall. En aquest moment la interpreta Floriane Issert, suboficial de gendarmeria. Després de travessar el Pont de Jena, desmunta i avança en solitari per portar la bandera olímpica plegada als delegats, que l'hissen a l'asta de la bandera, situada a l'extrem de l'andana en forma de Torre Eiffel invertida, davant del palau del Trocadéro, i al voltant del qual els atletes ocupaven el seu lloc. Per error, la bandera olímpica va ser lligada cap per avall (3 anelles a la part inferior, 2 anelles a la part superior), però això amb prou feines es va notar perquè, per falta de vent, la bandera no onejava.
A continuació, l'himne olímpic fou interpretat pel Cor de Radio France i els Maîtrise de Radio France, acompanyats per l'Orquestra Nacional Francesa.

#### Solemnitat
El penúltim quadre, Solennité, segueix la seqüència dedicada a l'entrega del Llorer Olímpic, com succeeix en cada cerimònia d'inauguració des del 2016. El diplomàtic italià Filippo Grandi va ser-ne el destinatari, en nom de l'Alt Comissionat de les Nacions Unides per als Refugiats (ACNUR). Tony Estanguet, president del comitè organitzador, i Thomas Bach, president del COI, van parlar després en francès i en anglès, a l'andana col·locada d'esquena a la Torre Eiffel, a la nit, per donar la benvinguda als participants, saludar el públic i els organitzadors. A continuació, el president de la República, Emmanuel Macron, va sortir a l'escenari per proclamar oficialment l'obertura dels Jocs de la XXXIII Olimpíada dels Temps Moderns a París 2024, mentre es van sentir alguns xiulets.
El jurament olímpic va ser pronunciat pels dos abanderats de la delegació francesa, Mélina Robert-Michon i Florent Manaudou, l'entrenador de l'equip francès de judo Christophe Messina, i un àrbitre de lluita.
Zinédine Zidane va reaparèixer per pujar a l'escenari i recuperar la torxa olímpica, que havia dut fins al Trocadéro el misteriós emmascarat. L'excapità de la selecció francesa de futbol va passar-li el relleu al tennista Rafael Nadal, catorze vegades guanyador del torneig parisenc de Roland Garros i doble campió olímpic, mentre s'abraçaven amistosament. A continuació, un espectacular joc geomètric de llums va encendre la Torre Eiffel, començant amb un feix que va baixar fins a il·luminar el disseny original dels anells olímpics dibuixats per Pierre de Coubertin en el seu temps.
Al so de Supernature, un hit disco de Marc Cerrone que va interpretar el ballarí sord Shaheem Sanchez, dansant al mateix temps que reproduïa la lletra en llengua de signes, mentre la Torre Eiffel s'encén. Rafael Nadal va remunta el Sena en vaixell, acompanyat d'altres tres múltiples campions olímpics de diferents generacions: l'atleta Carl Lewis, la tenista Serena Williams i la gimnasta Nadia Comăneci, que s'anaven tornant a bord per carregar la torxa. Aquestes quatre estrelles de l'esport tenen un total de vint medalles d'or als Jocs. El vaixell va atracar prop del Louvre, i la flama olímpica va ser-li confiada al moll a la campiona de tennis Amélie Mauresmo que comença el seu relleu, que poc després va passar-li la torxa al jugador de bàsquet Tony Parker, a l'entrada exterior del palau. Les dues personalitats continuen la cursa corrent juntes, i s'uneixen davant de la piràmide del Louvre els campions esportius discapacitats Nantenin Keïta, Alexis Hanquinquant i Marie-Amélie Le Fur, tots vestits amb roba esportiva blanca adornats amb blanc fluorescent. Aquesta seqüència obre l'últim quadre, Eternité.

#### Eternitat
Els cinc portadors de torxes van passar per sota del Carrousel del Louvre i arriben al jardí de les Tulleries on els jugadors d'handbol Michaël Guigou i Allison Pineau van fer el següent relleu. Després se succeeixen, tots vestits amb la mateixa roba esportiva blanca, Jean-François Lamour, Félicia Ballanger, Florian Rousseau, Émilie Le Pennec, David Douillet, Clarisse Agbegnenou, Alain Bernard, Laure Manaudou, Renaud Lavillenie, Laura Flessel i finalment Charles Costessel. en cadira de rodes, centenari i campió olímpic francès més antic,medalla d'or en ciclisme el 1948.
Aquest últim va deixar la flama als dos portadors finals de la flama olímpica, els campions olímpics Teddy Riner i Marie-José Pérec, encarregats d'encendre el peveter olímpic penjant d'un globus de gas —tots dissenyats per Mathieu Lehanneur— convertint-se en un globus aerostàtic de 30 metres d'alçada, que es va enlairar elevant el peveter. Llavors, el foc s'havia substituït i se simulava amb 200 polvoritzadors d'aigua a alta pressió, il·luminats per 40 projectors LED informatitzats. Enlairat com un sol nocturn que il·lumina el punt culminant de l'espectacle, inspirat en la mitologia grega on «la flama olímpica baixa del sol», fent-se també ressò del primer vol en globus de 1783. Durant tota la durada dels Jocs, el globus aerostàtic del peveter olímpic —sense ús directe de combustibles fòssils— romandrà visible per als visitants als jardins de les Tulleries, per agafar el vol cada vespre fins a les 2 de la matinada.
Céline Dion, que feia quatre anys que no cantava en públic per motius de salut, va aparèixer llavors coberta amb un vestit de seda blanc de Dior, brodat amb perles brillants i cristalls disposats en serrells, al centre del primer pis de la Torre Eiffel per interpretar amb convicció i emoció com al final l'Hymne à l'amour d'Édith Piaf, acompanyada pel seu pianista i director musical Scott Price, que tancava la cerimònia. A continuació, unes notes de La Marsellesa completen la conclusió. En aquest punt de la nit festiva, la pluja deixa de caure.

### Escenes sense difusió
La pluja va afectar certes escenes, en particular una actuació als terrats que va ser cancel·lada.
Com que el Servei Olímpic de Radiodifusió era l'encarregat d'emetre a França i arreu del món, certes escenes només van aparèixer breument a la pantalla, com la patrulla francesa i un homenatge a personatges històrics com Napoleó I, el general De Gaulle o Louis. XIV.

### Programació musical
El programa musical de la cerimònia va estar format per desenes de títols, en la seva major part extractes de curta durada i arranjaments dels originals. Eren peces representatives de la diversitat de la producció musical francesa, incloent estàndards del teatre de varietats i de la cançó francesa, èxits del French House i àries ben conegudes de l'òpera i del repertori clàssic. Durant la secció de Festivitat es van sentir diversos títols procedents de diversos països europeus.
Per ordre cronològic, aquests títols són:
- Prologue, de Woodkid;
- La Foule, per Édith Piaf;
- Initials B.B., de Serge Gainsbourg;
- Reality, de Vladimir Cosma, popularitzada pel film La Boum;
- Mon truc en plumes, per Zizi Jeanmaire;
- Give Me Love, de Cerrone;
- Chacun fait (c'qui lui plaît), per Chagrin d'amour;
- Laissez-moi danser (Monday, Tuesday), per Dalida;
- Born to Be Alive, de Patrick Hernandez;
- Magnolias for Ever, per Claude François;
- Marcia Baïla, per Les Rita Mitsouko;
- la famosa ària del cancan francès, adaptació de Galop infernal d'Orphée aux Enfers de Jacques Offenbach;
- una ària del musical The Phantom of the Opera;
- À la volonté du peuple, de la comèdia musical Les Misérables, d'Alain Boublil, Jean-Marc Natel i Claude-Michel Schönberg;
- Ah ! ça ira, cançó revolucionària en versió cantada per Édith Piaf;
- L'amour est un oiseau rebelle, de l'òpera Carmen de Georges Bizet;
- I Love U So, de Cassius;
- Foule sentimentale d'Alain Souchon
- La Bohème, per Charles Aznavour;
- Pookie, d'Aya Nakamura;
- For me formidable, per Charles Aznavour;
- Djadja, d'Aya Nakamura;
- Danse macabre, poema simfònic de Camille Saint-Saëns;
- la primera de les Gymnopédies d'Erik Satie;
- Prélude à l'Après-midi d'un faune, de Claude Debussy;
- Jeux d'eau, de Maurice Ravel;
- Viens, Hymen, de Indes galantes de Jean-Philippe Rameau;
- La Marseillaise, de Rouget de Lisle;
- Ça balance pas mal à Paris, de Michel Berger, interpretat per ell mateix amb France Gall;
- Andy, de Rita Mitsouko;
- DJ, de Diam's;
- Histoire d'1 soir (Bye Bye Les Galères), per Bibi Flash;
- Spacer, per Sheila;
- Lady (Hear Me Tonight), per Modjo;
- Intro, per Alan Braxe i Fred Falke;
- Love Don't Let Me Go, de David Guetta;
- L'Aziza, de Daniel Balavoine ;
- Chanson sur ma drôle de vie, de Véronique Sanson ;
- D.I.S.C.O., d'Ottawan
- Besoin d'amour, de Michel Berger i Luc Plamondon, per France Gall ;
- Music Sounds Better with You, de Stardust ;
- Kass Limon, per Jupiter;
- Alexandrie Alexandra, de Jean-Pierre Bourtayre, Claude François i Étienne Roda-Gil, interpretat per Claude François;
- D.A.N.C.E., de Justice;
- Signatune, per DJ Mehdi i Thomas Bangalter;
- Que je t'aime, per Johnny Hallyday;
- Lettre à France, per Michel Polnareff;
- Midnight City, de M83;
- The Final Countdown, per Europe;
- Freed from Desire, per Gala;
- Meet Her at the Love Parade, per Da Hool;
- Ride on Time, per Black Box;
- Be My Lover, de La Bouche;
- I Had a Dream, per Nicky Doll;
- Bla Bla Bla, per Gigi D'Agostino;
- Stereo Love, per Edward Maya i Vika Jigulina;
- Sandstorm, de Darude;
- It's a Rainy Day, d'Ice MC;
- Désenchantée, de Mylène Farmer i Laurent Boutonnat;
- Louxor, j'adore, de Philippe Katerine;
- Nu, de Philippe Katerine;
- Imagine, de John Lennon;
- l'Himne Olímpic;
- Supernature, de Cerrone;
- Hymne à l'amour, d'Édith Piaf i Marguerite Monnot;
- Je danse le mia, d'IAM;
- Tombé pour la France, d'Étienne Daho i Arnold Turboust;
- Voyage, Voyage, per Desireless;
- L'Amour à la plage, de Niagara;
- Ça plane pour moi, per Plastic Bertrand.

La vetllada també va estar marcada per la presència recurrent del tema de la desfilada, compost per Victor Le Masne.

### Inauguració a Tahití
Paral·lelament a la cerimònia parisenca, va organitzar-se una cerimònia d'obertura a Tahití, Polinèsia Francesa, on tenen lloc les proves de surf. Organitzada a la vora del parc d'Atimaono a Papara, aquesta cerimònia combina les tradicions polinèsies i el món del surf amb les de la cerimònia dels Jocs Olímpics. Els artistes que participen a la cerimònia de Tahití estan encapçalats per Heimoana Metua, líder del grup de Teva i Uta.
Els 48 surfistes qualificats, 24 dones i 24 homes, que representen 21 nacions, van participar en la retransmissió de televisió internacional, unint-se a les seves seleccions olímpiques nacionals de forma remota. Els atletes i oficials de les seves delegacions són rebuts amb la tradicional cançó tahitiana Himene Ai'a i un Orero de Mataiea (declamació tradicional), abans d'incorporar-se a la desfilada d'atletes mentre els surfistes, encapçalats pels abanderats, entren sota el capitell al so de la música i als aplaudiments dels espectadors.
Els atletes també participen a la cerimònia de les sorres del món, una tradició organitzada per l'Associació Internacional de Surf abans de les grans competicions, que obliga als atletes a portar sorra dels seus respectius països i abocar-la en una caixa col·lectiva per simbolitzar la diversitat i la unitat. Fernando Aguerre, el president de l'Associació Internacional de Surf, fou l'últim a participar en aquesta cerimònia, abocant sorra de Rio de Janeiro, el lloc on es va anunciar per primera vegada que el surf s'inclouria als Jocs Olímpics, a més d'una conquilla de la platja de Tsurigasaki al Japó, on el surf va fer el seu debut olímpic com a part dels Jocs de Tòquio 2020. El contenidor es col·locarà a l'Ajuntament de Teahupo'o.
Els valors esportius de joc net, humilitat, respecte i bondat se celebren després durant una cerimònia Rahiri. Un esportista que representa cada equip, juntament amb Fernando Aguerre, la ministre d'Ultramar Marie Guévenoux, el president de la Polinèsia Francesa, Moetai Brotherson i els seus companys dignataris col·loquen fulles de plàtan una sobre l'altra, per unir-les en una sola, que romandrà a la platja de Teahupo'o com a senyal d'unitat. Va seguir una actuació de dansa tradicional, abans del discurs de cloenda.
La cerimònia de Tahití va tenir lloc al mateix temps que la de París, es va instal·lar una pantalla gegant que va permetre seguir la gran cerimònia parisenca, i les delegacions es van presentar en directe a París gràcies a la retransmissió de France Télévisions.

### Organitzacions internacionals
| Organització | Personalitat                                         | Títol                                                                                             |
| ------------ | ---------------------------------------------------- | ------------------------------------------------------------------------------------------------- |
| CIO          | Tomàs Bach                                           | President                                                                                         |
| ONU          | Antonio Guterres Audrey Azoulay                      | Secretari general Director General de la UNESCO                                                   |
| Unió Europea | Carles Michel Ursula von der Leyen Christine Lagarde | President del Consell Europeu President de la Comissió Europea President del Banc Central Europeu |
| OTAN         | Jens Stoltenberg                                     | Secretari general                                                                                 |

## Llista d'emissores
La senyal televisiva de la cerimònia la va realitzar íntegrament el Servei Olímpic de Transmissió (OBS), una empresa dedicada gestionada pel CIO. Les diferents emissores només són responsables dels comentaris i algunes poden censurar determinats passatges durant l'emissió (vegeu més avall). A França, France Télévisions va afegir alguns plans a bord de la barca de la delegació francesa, amb un càmera a bord.
- : Discovery Communications / Eurosport i ARD/ZDF[76]
- – RTBF / VRT,[77][78]
- Brasil: TV Globo / SporTV i CazéTV
- Canadà: ICI Radio-Canada Télé i Réseau des sports (francés) / Canadian Broadcasting Corporation i The Sports Network (anglès)[79]
- Corea del Sud: SBS[80]
- Espanya: La 1 i Eurosport
- Estats Units: NBC
- Europa: Discovery Communications i Eurosport[81]
- França: France Télévisions[82] i Eurosport
- Japó: NHK[83]
- Portugal Portugal: RTP 1 / RTP 2 i TVI
- Regne Unit: BBC1 i Eurosport[84]
- Suïssa: SRG SSR[85] i Eurosport
- Turquia: TRT Spor

## Polèmiques i errors

### Crítiques a la participació d'Aya Nakamura
A finals de febrer de 2024, segons L'Express, el president de la República Emmanuel Macron va demanar a la cantant Aya Nakamura que interpretés una cançó d'Édith Piaf durant l'acte d'inauguració. L'anunci va provocar fortes reaccions, especialment de l'extrema dreta. El 9 de març, un col·lectiu identitari anomenat «Els nadius» es va manifestar a París, a la riba del Sena, contra la possible participació de la cantant. El col·lectiu denunciava «una elecció molt política i completament demagògica» per part del cap de l'estat. L'endemà, Aya Nakamura va reaccionar a l'acció del col·lectiu al seu compte de Twitter, declarant: «Pots ser racista però no pas sord. Això és el que et fa mal! Em converteixo en el tema número 1 de l'estat en debats, etc. però què et dec realment? Res» (sic).

### Presentació de Corea del Sud
Durant la cerimònia d'obertura, es va presentar Corea del Sud com la «República Popular Democràtica de Corea», nom oficial de Corea del Nord. El Comitè Olímpic Internacional publicà una disculpa al seu compte X en coreà, però no es publicà cap disculpa als comptes de xarxes socials oficials anglesos o francesos.

### Presentació d'Armènia
Durant la cerimònia d'obertura, un periodista de la televisió France 2 va descriure l'any 2024 com "marcat, per al poble armeni, per la caiguda de Nagorno-Karabakh en mans de l'exèrcit azerbaidjanès". En resposta, el govern d'Azerbaidjan va anunciar que enviaria una carta de protesta al Comitè Olímpic Internacional, creient que aquests comentaris són contraris a l'esperit dels Jocs i serveixen per minar els esforços de pau entre Azerbaidjan i Armènia.

### Presentació d'Israel
Durant el pas pel Sena de la delegació esportiva d'Israel, formada per 88 atletes vestits de blanc, al costat de la d'Itàlia en un vaixell fluvial envoltat de protecció reforçada, va ser copiosament esbroncada i xiulada per part del públic. Prop del Pont des Arts, els espectadors els cridaren «Vergonya! Vergonya!» però el so de totes aquestes manifestacions d'hostilitat no va ser emesa per televisió. El mateix dia de la cerimònia, ciberactivistes maliciosos pro-palestins, inclòs el grup de pirates informàtics ZEUS, van difondre a les xarxes socials molta informació privada i sensible sobre els membres d'aquesta delegació.

### Ofensa contra el cristianisme durant una escena d'exaltació del col·lectiu LGBT i wokista
Un passatge amb drag queens reunits al voltant d'una taula de banquet i amb Philippe Katerine nu i pintat de blau brillant va provocar controvèrsia. Es va interpretar per molts com una paròdia d'El Sant Sopar, una pintura de Leonardo da Vinci que representa l'últim àpat testamentari de Jesucrist, considerant-se una blasfèmia per a molts cristians.
L'escena també podia imitar les bacanals. Alguns internautes ho van veure com una interpretació del quadre La festa dels déus (1635 a 1640) del pintor Jan van Bijlert, que representa els déus de l'Olimp. L'historiador de l'art Quentin Petit, que va relacionar-lo a primera vista amb El Darrer sopar, explica que en aquest quadre, «Da Vinci va revisar una composició clàssica de l'art grec i romà per transformar-la en una escena cristiana», tanmateix, La festa dels déus és, en última instància, als seus ulls, una possibilitat de representació més coherent, ja que la pintura de van Bijlert pot evocar l'escena pintada per Da Vinci. «Al segle xvi, els artistes utilitzaven escenes mitològiques, seculars o paganes per representar escenes de Crist». Per a l'historiador, la percepció de «blasfèmia» en aquest escenari de la cerimònia dels Jocs de París és més polític que religiós: «Aquí, són els cossos queer, grossos i racialitzats els que juguen amb les normes de gènere, que s'iconitzen com amb les drag queens al lloc dels déus de l'Olimp. I això és el que és polèmic, i sempre ha estat polèmic en la història de l'art.».
El compte oficial de Twitter dels Jocs va afirmar que no es tractava d'una versió de la Santa Cena, sinó que era una representació de Dionís, pare de Sequana, la deessa del Sena a les mitologies grega i gal·la. Dionís (o Baccus) és el déu de la festa i de la vinya, «una de les joies de França», en paraules de Thomas Jolly. El director artístic va explicar que només volia mostrar inclusió: «el nostre tema no volia ser subversiu. Mai hem volgut ser subversius. Volíem parlar de diversitat […]. Volíem incloure a tothom, és tan senzill com això»; nega haver-se inspirat en la Santa Cena; algunes drag queens que hi van participar ho confirmen, i d'altres no, sense reconèixer tanmateix el seu caràcter provocador. Els productors dels Jocs de París 2024, per la seva banda, afirmen que la controvertida pintura artística es va inspirar estèticament en el quadre de Leonardo da Vinci.
El 28 de juliol de 2024, dos dies després de la cerimònia d'obertura, l'organització dels Jocs de París, a través d'Anne Descamps, la seva directora de comunicació, va presentar una disculpa oficial: «És evident que la nostra intenció no era mostrar falta de respecte a cap grup religiós. Per contra, la nostra intenció era mostrar tolerància i comunió. Si la gent s'ha ofès, demanem disculpes.». El 30 de juliol, Philippe Katerine va demanar perdó, pel canal nord-americà CNN, als cristians que hagués molestat. Philippe Katerine reiterà les seves disculpes en una entrevista al diari Le Monde publicada el mateix dia: «Ho sento, si hem pogut escandalitzar la gent».
Les drag queens ja havien participat a la cerimònia de clausura dels Jocs Olímpics d'estiu de 2000 a Sydney, per retre homenatge a la pel·lícula Les aventures de Priscilla.

### Retrat de Maria Antonieta
L'escena que mostra des de les finestres de la Conciergerie una Maria Antonieta decapitada, amb el cap ensangonant sota el braç, cantant el cor de la cançó Ah ! ça ira de la Revolució Francesa —que va incitar la gent d'aquella època a matar els aristòcrates—  mentre brollaven raigs de sang per la façana, va dividir els internautes. Com altres seqüències de la cerimònia, va despertar reaccions oposades, d'esquerra a extrema dreta.
Thomas Jolly, director de la cerimònia, va afirmar que «no hi va haver glorificació de l'instrument de la mort que va ser la guillotina». «Si fem servir el nostre treball per regenerar […] la divisió, l'odi […] i continua progressant, quan crec que hem fet una mica de pau […], seria vergonyós».

### Prohibició del hijab
La cerimònia olímpica de París 2024 prohibia l'ús de roba religiosa a les atletes musulmanes franceses, inclòs el hijab, invocant el laïcisme de l'estat francès, un dels valors de la República Francesa.

Així, l'atleta musulmana franco-guineana Sounkamba Sylla va estar a punt de no participar en la cerimònia (autoritzada només després d'un acord que li permetia portar una gorra en comptes del hijab). Tot i que la decisió no s'aplicava a atletes musulmans d'altres països, una coalició d'organitzacions, entre elles Human Rights Watch i Amnistia Internacional, va escriure al Comitè Olímpic Internacional per condemnar la prohibició i demanar la seva anul·lació.

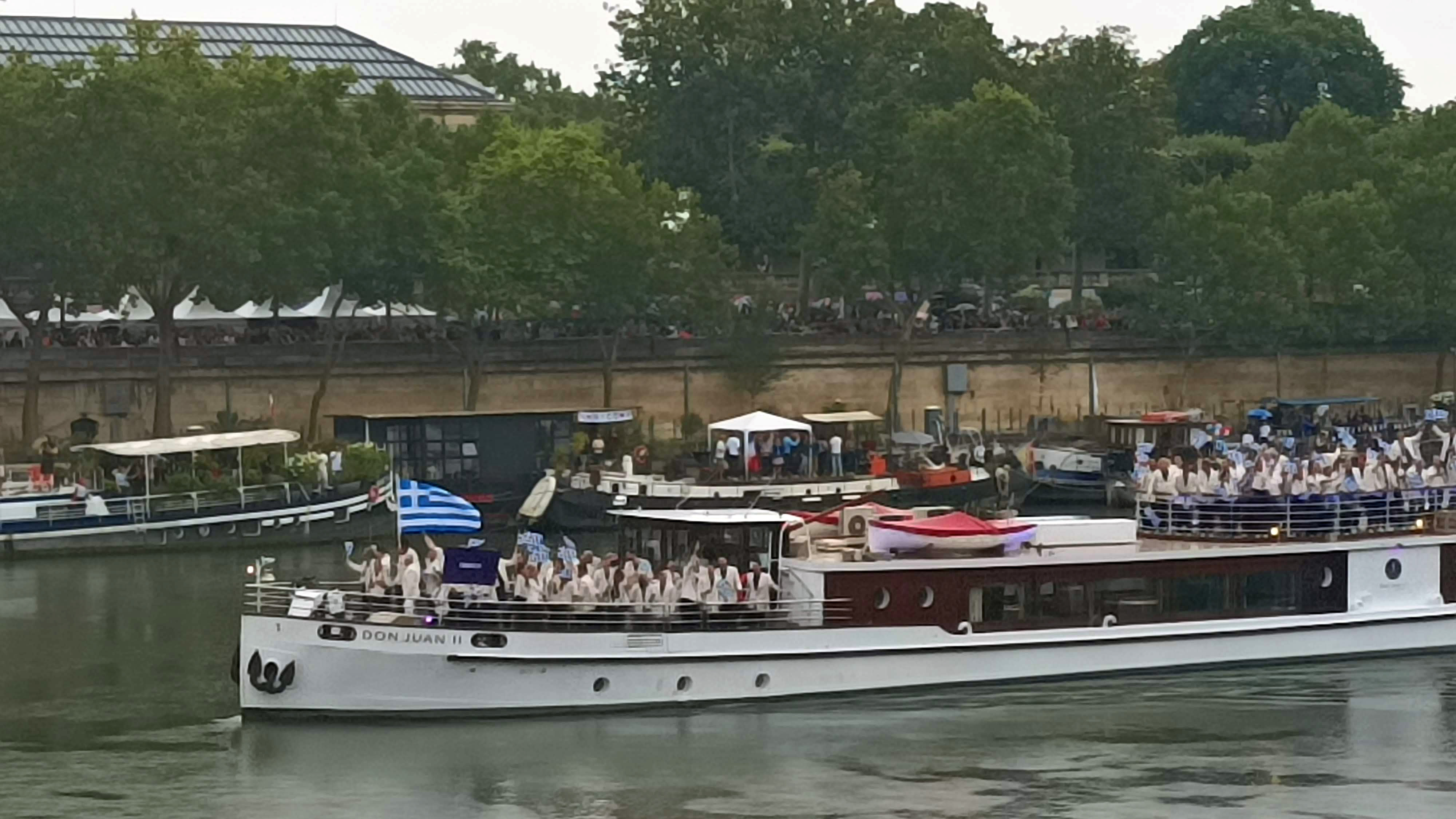
La delegació de Grècia.

### Utilització de playback
Victor Le Masne, director musical de l'esdeveniment, va revelar que les cantants Lady Gaga i Aya Nakamura havien pre-enregistrat les seves actuacions en previsió de problemes tècnics i que, durant la seva actuació, finalment s'havien fet servir, mentre que l'actuació de Céline Dion va ser en directe.

## Recepció

### A França

#### Població
El 86% de francesos considera que les cerimònies van ser un èxit i un 96% van declarar que els va agradar. Amb més de 23 milions d'espectadors, resulta la segona millor audiència de la història de la televisió francesa.

#### Premsa
La premsa francesa va estar generalment satisfeta amb la cerimònia. Le Monde va parlar d'una «grandiosa festa», capaç de reconciliar París amb el seu riu tal com els Jocs de Barcelona del 1992 van unir la capital catalana amb la mar. El diari qüestionava alguns elements, potser un excessiu kitsch en determinades seqüències i es preguntava sobre la falta d'universalitat de determinades escenes, en particular la de Philippe Katerine, però reconeixia la capacitat dels organitzadors d'haver rellançat l'espectacle elevant-lo com un «petit miracle», i destaca notablement l'actuació final de Céline Dion. L'Équipe va titular «Imagine», elogiant una cerimònia «preciosa i inoblidable», entusiasmat amb un ambient «feliçment febril», alhora que lamentava que la processó d'atletes contribuís a trencar «la poesia dels quadres més bonics».
Le Journal du Dimanche va creure que la cerimònia d'obertura havia posat en marxa els Jocs de París amb estil. Le Parisien ("impressionant") i Libération ("grandiós") també van ser entusiastes. Le Figaro va assenyalar que només una portada de la premsa diària regional, L'Ardennais, havia evitat destacar la cerimònia. Més compartit, Paul Sugy de Le Figaro parla d'una festa «grandiosa i sumptuosa» però deia que diverses escenes es podrien haver "estalviat" als espectadors.

### En el món

#### Població
A nivell internacional, el Comitè Olímpic Internacional presenta un sondeig d'opinió realitzat en una quinzena de països: un 76% creu que aquesta obertura va ser «la més memorable que havien vist».

#### Premsa
L'espectacle proposat és reconegut per la premsa internacional com un espectacle original i atrevit. Després de la cerimònia es van formular diverses crítiques sobre l'elecció del format i la seva posada en escena, poc adequades per l'enregistrament audiovisual i la meteorologia.
A Suïssa, Le Temps parlava d'un espectacle grandiós mentre lamentava que algunes escenes, com el cavall mecànic, haguessin estat excessivament llargues; mentre que Neue Zürcher Zeitung ho resumia així: «molt kitsch, espectacle i història cultural... i per descomptat mal temps». La Radio télévision suisse va descriure la cerimònia com a «fora del normal» i «moderna i brillant», Schweizer Radio und Fernsehen com una «gran celebració» durant la qual els francesos van presentar «tota la seva diversitat cultural», Radiotelevisione svizzera di lingua italiana descrivia la cerimònia com «sumptuosa», «espectacular» i «globalment agradable» durant la qual atletes i la història francesa van desfilar alternativament pel Sena. El Frankfurter Allgemeine Zeitung, «mai no hi ha hagut un espectacle com aquest!». Der Spiegel s'entusiasmava mentre lamentava, per exemple, el fals suspens sobre la identitat del misteriós personatge emmascarat, present durant tota la cerimònia però el rostre del qual no s'acaba desvetllant. El China Daily va remarcar els esforços del comitè organitzador per destacar el romanticisme de la ciutat i l'ús dels monuments culturals de París destacava l'esperit humanista dels Jocs Olímpics, mentre que el diari de Hong Kong South China Morning Post subratllava un espectacle «extravagant» amb constants referències a la convulsa història de França i “adaptada a tots els gustos”. El diari espanyol Marca va parlar de la millor cerimònia d'inauguració de totes les edicions, «la més revolucionaria que ha existit mai», encara que la superposició d'esdeveniments va fer una mica difícil de seguir-la. El Corriere dello Sport va recordar «una inauguració única i de vegades espectacular, que tanmateix va desactivar els abanderats, fent-los totalment anònims per la desfilada a les barques». Per a The Washington Post, la cerimònia va ser una «proesa audaç», transformant París en «una escena espectacular» i demostrant «que el pensament audaç podria restaurar la brillantor a un esdeveniment global que havia vist caure en picat la seva popularitat». El diari grec Kathimerini va descriure una «festa fantàstica». El Times of India va qualificar la cerimònia de «la més extensa i elaborada que s'ha vist». El Corriere della Sera italià assenyala que «París va presentar al món una versió suavitzada, irònica i idealitzada de la seva història». El Nikkei del Japó va informar que l'espectacle havia semblat un «torneig obert». Al-Jazeera va assenyalar una «interpretació fosca i commovedora de l'himne nacional francès», destacant «la contribució de les dones a la societat francesa».
The New York Times va aplaudir l'aparició dels vaixells, la part final al Louvre, l'actuació d'Aya Nakamura «que combina de manera brillant la tradició francesa i la modernitat» i les actuacions dels músics i ballarins al llarg del Sena. Però criticava la fórmula de presentació els equips en vaixells perquè treia protagonisme als atletes que en cap moment apareixien agrupats. Per al diari estatunidenc, aquesta elecció va restar valor als esportistes, com si es reduís a la funció de simpatitzants encarregats de fer soroll per fer-se notar. The Guardian fou molt més mordaç, evocant una nit kitsch i irònica, un «espectacle complex, matisat, divertit, enèrgic, difús, diluït i massa estirat». Arruïnat per la tempesta, aquest fenomen meteorològic inesperat que va desinflar les pretensions dels seus organitzadors, però afortunadament es va salvar, en els darrers minuts, per l'actuació de Céline Dion. L'Independent també va lamentar que el format escollit no s'hagués pogut adaptar a la pluja torrencial, evocant una «oportunitat perduda». El diari britànic The Telegraph és mixt, estimant que el final de la cerimònia va ser «grandiós» destaca el passatge amb Céline Dion però considera que la cerimònia en el seu conjunt va ser un «fiasco»; li dona una valoració de 3 estrelles sobre 5. El canal de televisió britànic GB News va declarar que la cerimònia d'obertura dels Jocs de París va ser «pitjor que mai». Aquesta va ser també l'opinió del tabloide britànic The Daily Express.

## Audiències
El 25 de juliol, l'NBC va estimar que mil milions de persones a tot el món veurien la transmissió televisiva en directe de la cerimònia. Als Estats Units, 28,6 milions d'espectadors van veure la cerimònia a NBC i Peacock; un 60% més d'espectadors que la cerimònia dels Jocs de Tòquio el 2021, però 12 milions d'espectadors menys en comparació amb la cerimònia d'obertura dels Jocs de Londres el 2012, que havia atret 40,7 milions d'espectadors.
A França, la cerimònia emesa a France 2 va reunir 23,24 milions de telespectadors, un 83,1 % de quota de mercat entre les 19:26 i les 23:30 h. El minut d'or va ser a les 21:56 h, amb un pic d'audiència de 25,2 millions (90,2 %). Es tracta d'un rècord d'audiència històric per al canal de servei públic France 2. La cerimònia va situar-se com la segona millor audiència de la història de la televisió francesa, després de la final del Mundial de Futbol de 2022, que va emetre TF1 (24,08 milions d'espectadors i un 81% de share).
A Alemanya, la retransmissió de la cerimònia a Das Erste va ser seguida per més de 10,1 milions de persones, o 45,7% d'espectadors. L'audiència del canal privat Eurosport 1 va ser d'uns 180.000 espectadors.
A Espanya, l'audiència va arribar 3,4 millions d'espectadors, la qual cosa representa una quota de mercat de 38,1%.
A Itàlia, la RAI va registrar una audiència mitjana de 4,2 milions d'espectadors o 29,1% de quota d'audiència, i un màxim d'audiència de 20 h 48 amb 5,328 millions d'espectadors.